# Cabaret (film)
Cabaret è un film del 1972 diretto da Bob Fosse.
Trasposizione cinematografica dell'omonimo musical di Broadway del 1966, a sua volta ispirato ai racconti berlinesi di Christopher Isherwood. Il centro della storia è la vita ai tempi della Repubblica di Weimar nel 1931, prima dell'ascesa al potere del Partito Nazionalsocialista di Adolf Hitler.
Venne definito "il primo musical adulto" e ottenne un grande successo di pubblico anche se con qualche dissenso da parte della critica. Nel 1995 è stato scelto per la conservazione nel National Film Registry della Biblioteca del Congresso degli Stati Uniti. Nel 2007 l'American Film Institute l'ha inserito al 63º posto della classifica dei cento migliori film americani di tutti i tempi (nella classifica originaria del 1998 non era presente).

## Trama
1931: nella Berlino della Repubblica di Weimar, arriva come insegnante di inglese uno studente di lingue moderne, Brian Roberts. Timido e inibito, Brian - nella pensione dove ha trovato alloggio - resta affascinato dalla vitalità della sua vicina di stanza, Sally Bowles, una vulcanica soubrette che lavora al Kit-Kat, un cabaret frequentato da omosessuali, intellettuali, artisti e da borghesi alla ricerca di fremiti trasgressivi. Ben presto, l'amicizia tra i due vicini si tramuta in una relazione affettiva, con Sally che introduce al sesso il compagno.
Fritz, un amico tedesco, si dibatte tra mille difficoltà finanziarie. Nasconde oltretutto le sue origini ebraiche di cui si vergogna. Lui vuole entrare nel bel mondo e si fa passare, con successo, per luterano. Fritz individua la soluzione ai suoi guai in un matrimonio d'interesse. Così, quando Brian comincia a dare lezioni di inglese alla ricchissima Natalia Landauer, figlia di un importante industriale, Fritz gli chiede di presentargliela. Ma Natalia, oltre a essere ricca, è anche bellissima e il cacciatore di dote comincia a innamorarsi sinceramente della sua preda.

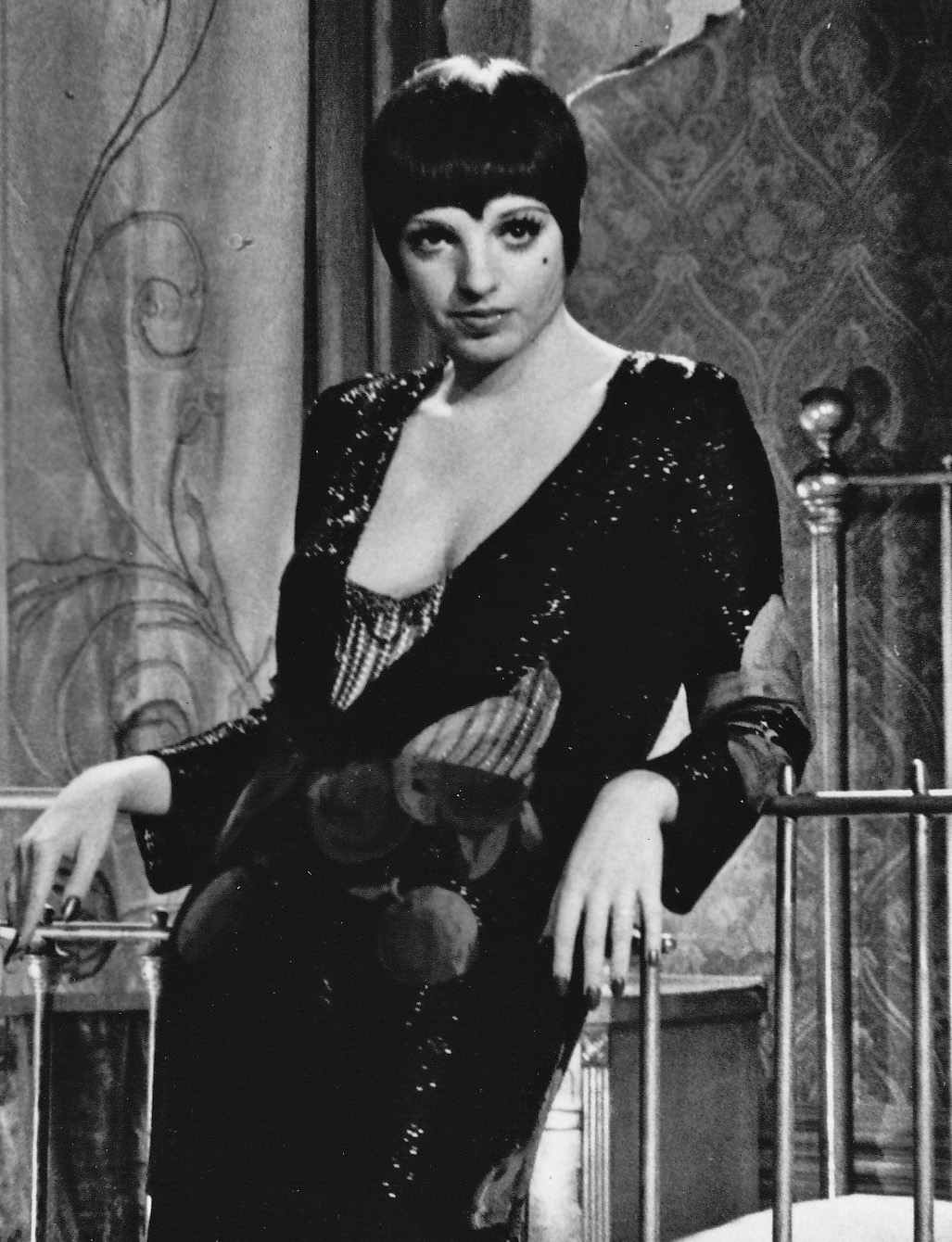
Liza Minnelli in una foto di scena

Sally conosce casualmente Maximilian von Heune, un ricco aristocratico tedesco: bello ed affascinante, "Max" sembra corteggiare Sally, che accetta volentieri le sue attenzioni. Inizialmente Brian appare diffidente ed infastidito dall'interesse che Max dimostra verso Sally, ma ben presto diventa più tollerante cosicché tutti e tre passano insieme ore allegre e spensierate. Max si dimostra generoso, intelligente e divertente. Partiti per passare qualche giorno nel palazzo di Max, i tre scorgono passando con l'auto in una via di Berlino alcuni poliziotti e passanti attorno ad un uomo morto con la testa fracassata, vittima della dilagante violenza.
Max liquida il fatto con aria di superiorità: la classe dirigente, la classe cui lui appartiene, non lascerà che questi bifolchi, ovvero i nazionalsocialisti, prendano il potere. Al massimo saprà usarli affinché possano liberare la Germania dal bolscevismo, facendo il "lavoro sporco" al posto loro. Al ritorno, Brian e Max si trovano ad assistere, in una locanda all'aperto, al canto di un giovane della Hitler Jugend che intona, con sentimento e partecipazione, un inno alla Vaterland, la patria tedesca, dai forti connotati nazionalistici (Tomorrow belongs to me; Il domani appartiene a noi). Tutti i presenti, gioventù hitleriana in testa, camerieri, avventori, gitanti si mettono a cantare in coro, accompagnando il giovane in un crescendo che sembra trasformarsi in una manifestazione politica e di fede nel credo nazista. Brian resta sgomento, Max accenna un sorriso sarcastico.
Ritornati a Berlino, lui con un portasigarette d'oro e un maglioncino di cashmere, lei con una costosa pelliccia, doni di Max, i due riprendono la vita di sempre, preparandosi per un lungo viaggio in Africa che Max ha proposto loro di fare. Tempo dopo, Brian, appena rincasato dopo essere stato accompagnato in auto da Max, visibilmente turbato, accusa Sally di essere una ragazza fatua, frivola e leggera: insomma, l'accusa di essere andata a letto con Max. Sally non accetta di essere imbrigliata in una relazione che non la lasci libera e rivendica il suo diritto di fare ciò che vuole. Ammette di essere l'amante di Max e non si pente di quello che ha fatto. Ma Brian la lascia di sasso quando le dichiara di non essere la sola a potersi vantare di aver fatto l'amore con il bel barone.
Così i due capiscono che Max li ha semplicemente usati per ingannare il tempo e, infine, per portarseli a letto. Una volta ottenuto ciò da entrambi li liquida inviando loro dei soldi e ringraziandoli "per il bel tempo passato insieme". Ormai i raid nazisti si fanno sempre più frequenti e coinvolgono anche lo stesso cabaret, ritenuto un covo di viziosi degeneri. Sally è incinta, ma non è sicura se di Max o di Brian; quest'ultimo decide alla fine di prendersi cura di Sally e del bambino e, insieme, i due sognano di lasciare Berlino e la Germania, per diventare una famiglia in Inghilterra. La situazione politica si fa sempre più difficile. Fritz che, ormai, è innamorato di Natalia decide di chiederla in moglie all'avvento del regime: il suo, però, è un atto di coraggio, perché Natalia è ebrea. Fritz le confessa di esserlo anche lui, e i due si sposano mentre nelle strade monta la marea dell'antisemitismo.
Un giorno, rientrato a casa, Brian scopre che è sparita la pelliccia di Sally. Comprende che fine possa aver fatto e ne ha presto conferma. Il regalo di Max è servito a pagare l'aborto della ragazza. Sally non si arrende alla prospettiva di una vita da casalinga, in una casetta a schiera, a lavare i panni insieme alle vicine.... Convince Brian che la soluzione che ha preso è quella giusta. Lui partirà per l'Inghilterra, lei cercherà di realizzare i suoi sogni d'attrice. Brian prende il treno, lascia Berlino. Dietro a sé, Sally, il loro bambino, la Berlino che non esiste più, Max e i suoi regali svaniti, l'ambiente fumoso e irripetibile del Kit-Kat: sembrano tutti i protagonisti di un affresco che comincia a sbiadire. Rimarranno nella memoria solo attraverso i ricordi di Brian.

## Produzione
Il film, prodotto dalla ABC Pictures, ebbe un budget di 6 milioni di dollari e fu girato in Germania dal febbraio al luglio del 1971. Le riprese furono effettuate a Berlino Ovest, Monaco di Baviera, Lubecca in Bassa Sassonia e, per il palazzo di Max, nello Schloß Eutin in Schleswig-Holstein.
La canzone Cabaret cantata da Liza Minnelli è stata scritta da John Kander e Fred Ebb.

## Distribuzione
Distribuito dalla Allied Artists Pictures, il film incassò nei soli USA 42.765.000 dollari.

### Date di uscita
- USA	13 febbraio 1972
- Hong Kong	13 luglio 1972
- Giappone	5 agosto 1972
- Francia	15 settembre 1972
- Germania Ovest	15 settembre 1972
- Finlandia	22 settembre 1972
- Svezia	2 ottobre 1972
- Spagna	6 ottobre 1972
- Argentina	12 ottobre 1972
- Italia	13 ottobre 1972
- Portogallo	20 ottobre 1972
- Danimarca	27 ottobre 1972
- Turchia	marzo 1973
- Giappone	5 maggio 1973	 (riedizione)
- Ungheria	28 febbraio 1974
- Ungheria	13 marzo 1980	 (riedizione)
- Finlandia	30 novembre 1984	 (riedizione)
- UK	21 giugno 2002	 (riedizione)

Negli altri paesi è stato distribuito con questi titoli:
- Cabaret	 - Argentina / Belgio (titolo Francese) / Brasile / Canada / Finlandia / Francia / Peru / Portogallo / Germania Ovest
- Adieu Berlin	 - Belgio
- Cabaret, Adeus Berlim - Portogallo
- Kabaré	- Ungheria
- Kabare	- Grecia
- Kabare - Elveda Berlin - Turchia
- Kabaret	 - Polonia

## Distribuzione

### Edizioni home video
Il film è stato realizzato per la prima volta in DVD nel 1998 e successivamente ripubblicato nel 2003, 2008 e 2012.
Nell'aprile del 2012, la Warner Bros., in occasione del quarantesimo anniversario dall'uscita, confermò il completo restauro della pellicola per la pubblicazione, entro fine anno, in formato Blu-ray, ma a causa di un danno, causato da impurità presenti sulla pellicola originale, che ha compromesso visibilmente oltre 10 minuti di film, l'uscita venne posticipata. Il Blu-ray è uscito il 5 febbraio 2013 sul territorio americano.

## Riconoscimenti
- 1973 - Premio Oscar
  - Migliore regia a Bob Fosse
  - Miglior attrice protagonista a Liza Minnelli
  - Miglior attore non protagonista a Joel Grey
  - Migliore fotografia a Geoffrey Unsworth
  - Migliore scenografia a Rolf Zehetbauer, Hans Jurgen Kiebach e Herbert Strabel
  - Miglior montaggio a David Bretherton
  - Miglior sonoro a Robert Knudson e David Hildyard
  - Miglior colonna sonora per un film commedia o musicale a Ralph Burns
  - Candidatura Miglior film a Cy Feuer
  - Candidatura Migliore sceneggiatura non originale a Jay Presson Allen
- 1973 - Golden Globe
  - Miglior film commedia o musicale
  - Miglior attrice in un film commedia o musicale a Liza Minnelli
  - Miglior attore non protagonista a Joel Grey
  - Candidatura Migliore regia a Bob Fosse
  - Candidatura Miglior attrice debuttante a Marisa Berenson
  - Candidatura Miglior attrice non protagonista a Marisa Berenson
  - Candidatura Migliore sceneggiatura a Jay Presson Allen
  - Candidatura Miglior canzone (Mein Herr) a John Kander e Fred Ebb
  - Candidatura Miglior canzone (Money, Money) a John Kander e Fred Ebb
- 1973 - BAFTA Award
  - Miglior film
  - Migliore regia a Bob Fosse
  - Miglior attrice protagonista a Liza Minnelli
  - Miglior attore debuttante a Joel Grey
  - Migliore fotografia a Geoffrey Unsworth
  - Migliore scenografia a Rolf Zehetbauer
  - Miglior soundtrack a Robert Knudson, David Hildyard e Arthur Piantadosi
  - Candidatura Miglior attrice non protagonista a Marisa Berenson
  - Candidatura Migliore sceneggiatura a Jay Presson Allen
  - Candidatura Migliori costumi a Charlotte Flemming
  - Candidatura Miglior montaggio a David Bretherton

- 1972 - National Board of Review Award
  - Miglior film
  - Migliore regia a Bob Fosse
  - Migliori dieci film
  - Miglior attore non protagonista a Joel Grey
  - Miglior attrice non protagonista a Marisa Berenson
- 1973 - Kansas City Film Critics Circle Award
  - Miglior attore non protagonista a Joel Grey
- 1973 - David di Donatello
  - Migliore regista straniero a Bob Fosse
  - Miglior attrice straniera a Liza Minnelli
- 1973 - American Cinema Editors
  - Miglior montaggio a David Bretherton
- 1973 - Bodil Award
  - Miglior film non europeo a Bob Fosse
- 1972 - British Society of Cinematographers
  - Migliore fotografia a Geoffrey Unsworth
- 1973 - Directors Guild of America
  - Candidatura DGA Award a Bob Fosse
- 1973 - National Society of Film Critics Award
  - Miglior attore non protagonista a Joel Grey
- 1973 - Sant Jordi Award
  - Miglior attrice protagonista a Liza Minnelli
- 1973 - Writers Guild of America
  - WGA Award a Jay Presson Allen